# 鐵錘蘭屬
鐵錘蘭屬，通稱鐵錘蘭，是澳洲西部特有的蘭，共有十種。每種花朵奇特的外貌，加上特有顏色和香氣能誤導特定的黃蜂品種，令牠們嘗試與花進行「交配」，從而傳播其花粉。